# Grajduri
Grajduri è un comune della Romania di 3 182 abitanti, ubicato nel distretto di Iași, nella regione storica della Moldavia.
Il comune è formato dall'unione di 7 villaggi: Cărbunari, Corcodel, Grajduri, Lunca, Pădureni, Poiana cu Cetate, Valea Satului.